# Benling
Benling (av lågtyska: beenlink ’litet ben’), även bälling, belling, är ett slitstarkt skinn med hår från benen på ett djur.
Bälling och belling är ursprungligen norrländska dialektformer och syftar då i synnerhet på skinnet på renens ben som används i så kallade bällingskor, handskar och benskydd av i synnerhet samerna.